# Maupas (Gers)
Maupas è un comune francese di 197 abitanti situato nel dipartimento del Gers nella regione dell'Occitania.

## Società

### Evoluzione demografica
Abitanti censiti